# Viešintos
Viešintos è una città del distretto di Anykščiai della contea di Utena, nel nord-est della Lituania. Secondo un censimento del 2011, la popolazione ammonta a 281 abitanti. L'insediamento è molto vicino al fiume Viešinta.
Non è molto distante da Andrioniškis e Surdegis.
Costituisce una seniūnija.

## Storia
Il villaggio è menzionato per la prima volta nel XVI secolo. Nel 1591, furono assegnati a Viešintos i diritti di città e la possibilità di organizzare un mercato.
In epoca sovietica, divenne sede di una fattoria collettiva.
Dal 2006, lo stemma attuale dell’insediamento è divenuto quello ufficiale.

## Comunicazioni
L’antenna per le comunicazioni radio e televisive FM/TV alta 246 metri è una delle più alte dello Stato. Questa trasmette anche per il pubblico russo, bielorusso.

## Galleria d’immagini

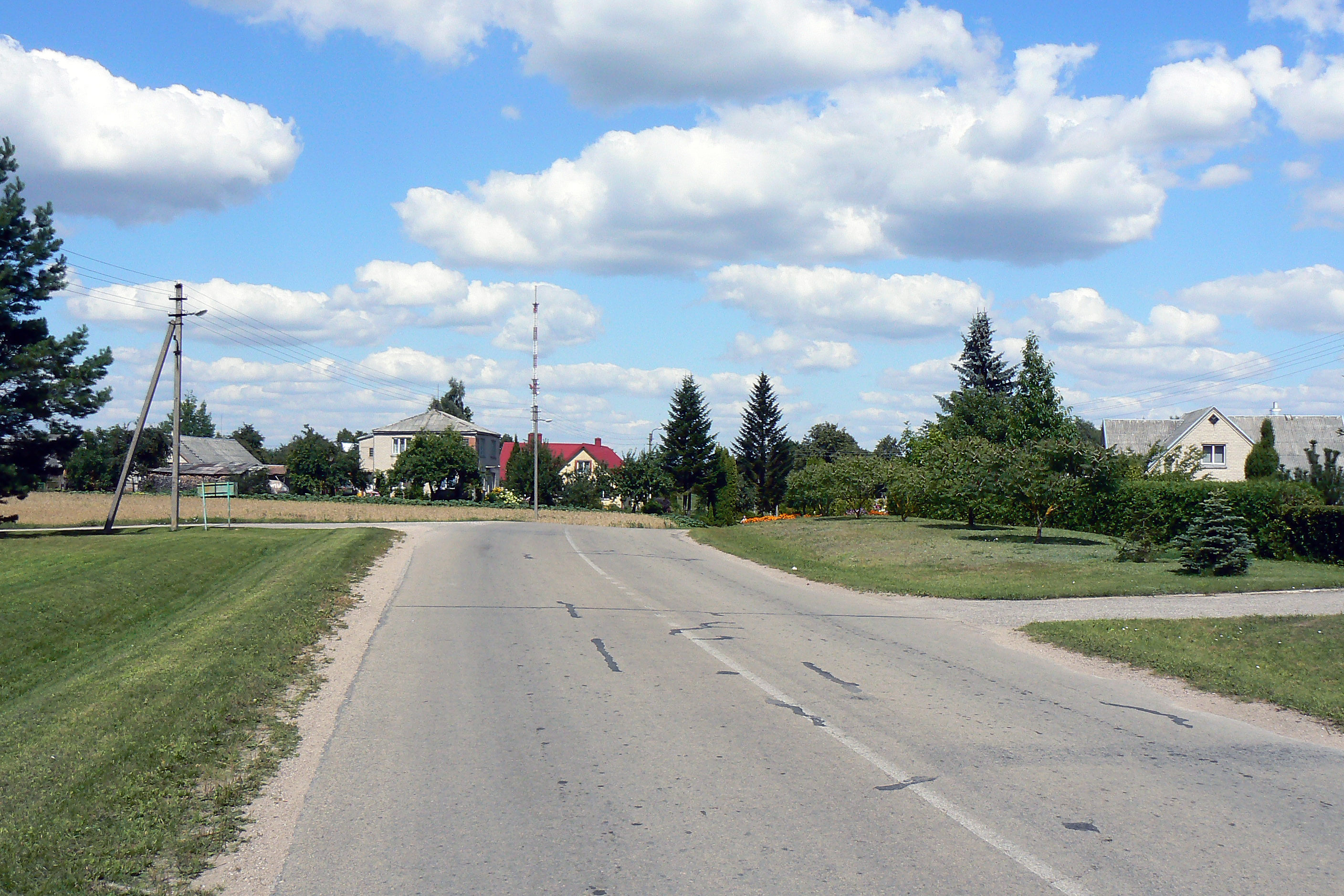
Strada cittadina
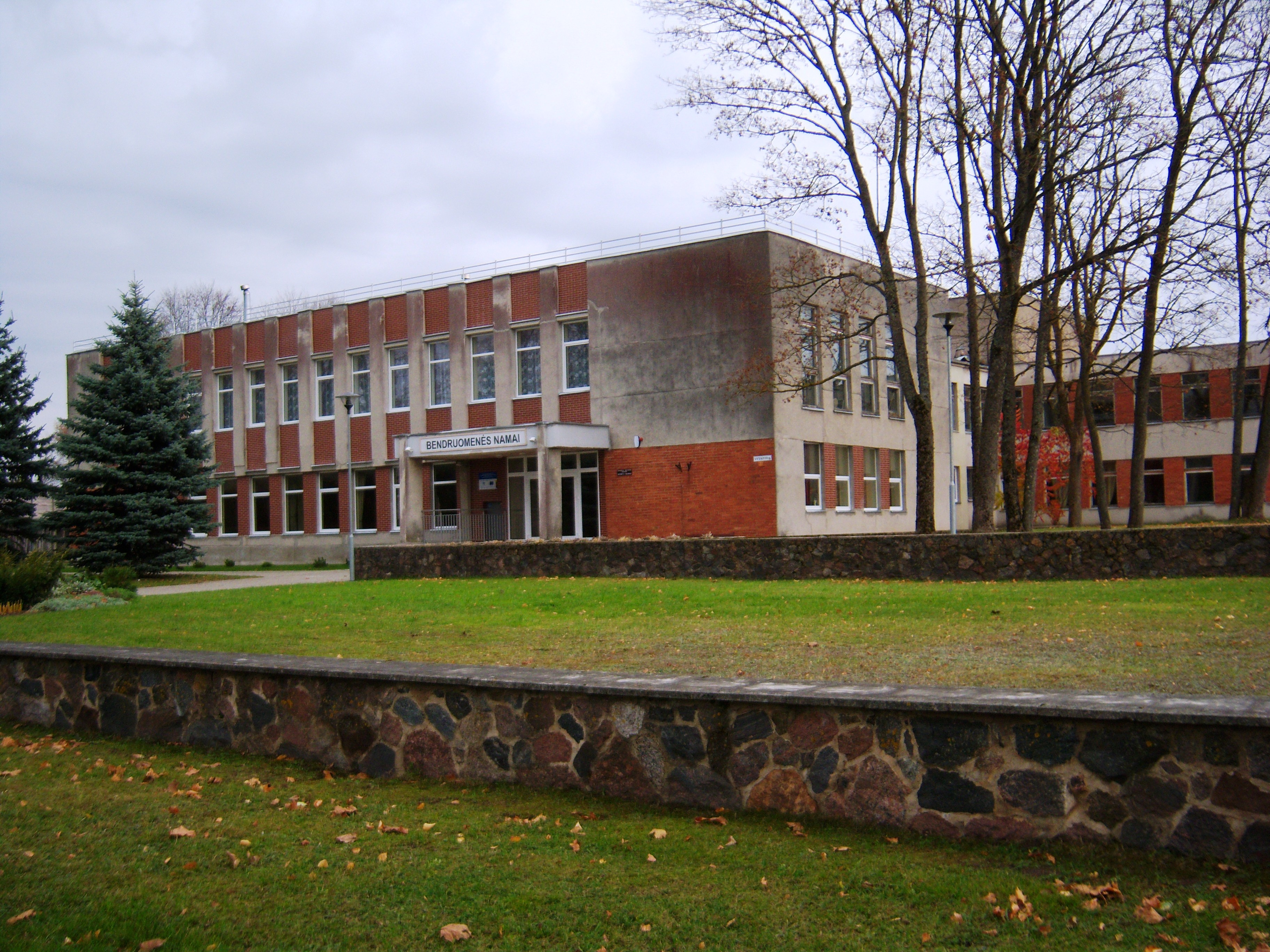
Municipio realizzato secondo gli schemi dell’architettura sovietica
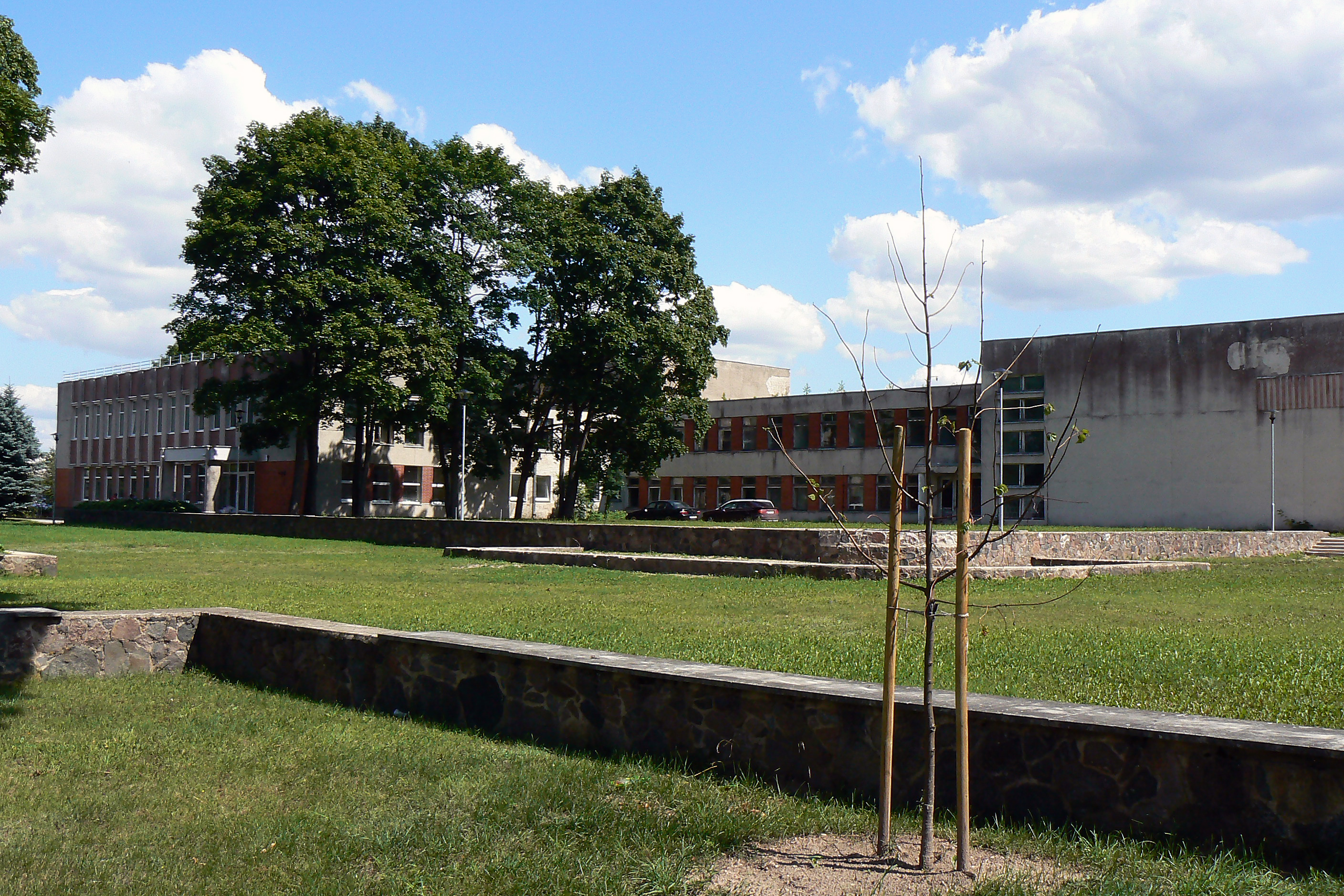
Centro culturale
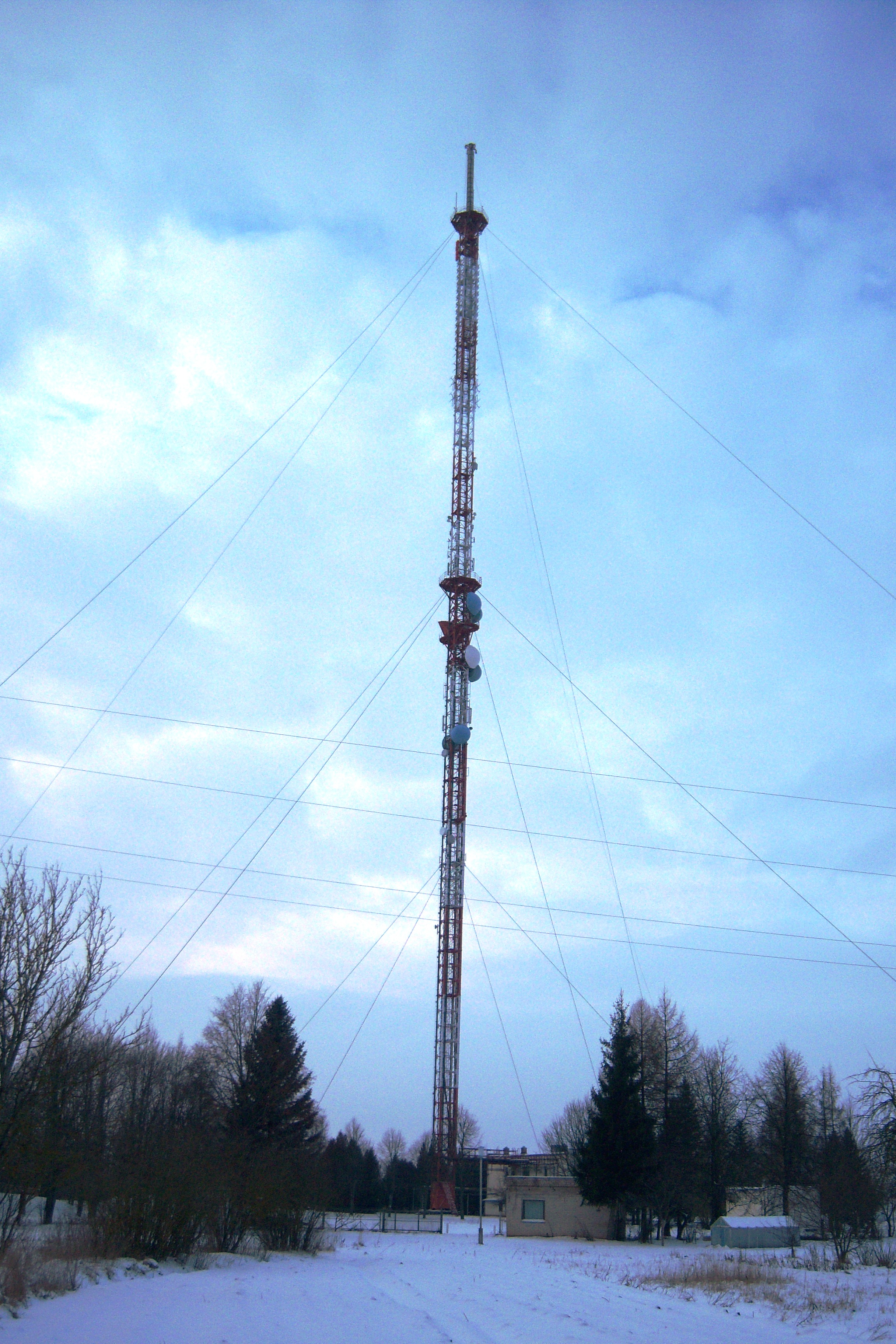
Ripetitore per le trasmissioni TV